# Leptosia nina
Leptosia nina is een vlinder uit de familie van de witjes (Pieridae). De wetenschappelijke naam van de soort werd, als Papilio nina, voor het eerst geldig gepubliceerd in 1793 door Johann Christian Fabricius.
De spanwijdte bedraagt tussen de 35 en 50 millimeter.
De vlinder komt voor in het Oriëntaals en het westelijk deel van het Australaziatisch gebied. De waardplanten van de rupsen zijn leden van de familie Capparidaceae.

## Synoniemen
- Papilio xiphia Fabricius, 1781 (junior homoniem van Papilio xiphia Fabricius, 1775 = Papilio (Nymphalis) aegeria Linnaeus, 1758)
- Leptosia chlorographa Hübner, 1818
- Pontia crokera MacLeay, 1826
- Leptosia xiphia micropunctata van Eecke, 1918